# Bitva u Magersfontein
Bitva u Magersfontein (11. prosince 1899) bylo střetnutí mezi búrskými jednotkami státu Transvaal, vedenými de la Reyem a Cronjem, a silami britského generála Methuena, které táhly na pomoc obleženému městu Kimberley. Vrchním velitelem Búrů byl Cronje, ale (stejně jako v bitvě u řeky Modder) plán bitvy vypracoval a přes Cronjeho odpor prosadil Koos de la Rey. Zatímco Cronje navrhl standardní plán, aby se opevnili na dominantním kopci a přilehlých výšinách, Koos tuto myšlenku odmítl a navrhl vykopat maskované zákopy v nižších částech svahu a na neočekávaných místech okolních kopců. Argumentoval, že se tak může podařit Brity překvapit. Cronje Koosův plán nejprve zamítl, ale pod tlakem ostatních velitelů, kterým se líbil více než jeho, jej nakonec přijal.

## Průběh
Jelikož Magersfontein bylo poslední dobrou obrannou pozicí na trase do Kimberley, generál Methuen očekával, že zde Búrové budou. Přítáhl tedy před strategické výšiny, kde tušil nepřítele, a byl si odhadem jeho hlavních pozic natolik jist, že bez průzkumu nařídil několikahodinové ostřelování vrcholů výšin. Během následujících několika hodin spotřeboval více dělostřelecké munice než za celé několikatýdenní tažení a poskytl tak Búrům, rozmístěným mimo ostřelovanou oblast, „nejdražší a nejefektnější ohňostroj, jaký dosud Jižní Afrika spatřila“. Po asi šesti hodinách palby dospěl Methuen k názoru, že už toho bylo dost (a také mu začala docházet munice), a nařídil svým jednotkám obsadit vyvýšeniny, na kterých už určitě ani žádní Búrové schopní organizovaného odporu nejsou. S průzkumem se opět neobtěžoval. Búrové počkali, až se Britové přiblíží na několik set metrů a pak na ně zahájili palbu. Účinek koncentrované palby pušek a kartáčových střel na sevřené řady Britů byl zdrcující. Disciplinovaní britští vojáci se sice ještě několik minut pokoušeli pokračovat, ale pod dojmem strašlivých ztrát se nakonec dali na útěk. Pohled na to, jak elitní jednotky Britského impéria odhazují zbraně a prchají, zapůsobil na zbytek britské armády natolik demoralizujícím způsobem, že je rychle následoval a Búrům nedalo mnoho práce zahnat celé uskupení zpět za řeku Modder. Jejich vítězství bylo navíc okořeněno získáním nemalého množství zbraní, munice a dalšího cenného vojenského materiálu.

## Důsledky
Bitva znamenala nejen prodloužení války a potupu britské armády, ale zejména těžce postihla generála Methuena, jemuž (nutno říci že vzhledem k jeho soustavným ubohým výkonům rozhodně po zásluze) zničila kariéru. Methuen však odmítl nabídky na čestný a elegantní odchod do důchodu a setrval v Africe, aby se rehabilitoval. Po většinu času působil v západním Transvaalu, kde se neúspěšně pokoušel polapit Koose de la Reye. Jeho hon i kariéra definitivně skončily, když Koos 7. března 1902 zničil jednotku, se kterou ho Methuen pronásledoval, a těžce raněného generála zajal.